# Кызыл-Озёкское сельское поселение
Кызыл-Озёкское сельское поселение — муниципальное образование в Майминском муниципальном районе Республики Алтай. Административный центр — село Кызыл-Озёк.

## История
Кызыл-Озёкское сельское поселение на территории Майминского муниципального района было образовано в результате муниципальной реформы 2006 года.

## Население
| 2008  | 2009  | 2010  | 2011  | 2012  | 2013  | 2014  | 2015  | 2016  |
| ----- | ----- | ----- | ----- | ----- | ----- | ----- | ----- | ----- |
| 5216  | ↗5453 | ↗5621 | ↗5632 | ↗5783 | ↗5997 | ↗6277 | ↗6558 | ↗6779 |
| 2017  | 2018  | 2019  | 2020  | 2021  |       |       |       |       |
| ↗6991 | ↗7202 | ↗7249 | ↗7344 | ↘6662 |       |       |       |       |

## Состав сельского поселения
| № | Населённый пункт | Тип населённого пункта       | Население |
| - | ---------------- | ---------------------------- | --------- |
| 1 | Кызыл-Озёк       | село, административный центр | ↘4513     |
| 2 | Алфёрово         | посёлок                      | ↗1467     |
| 3 | Карасук          | село                         | ↗331      |
| 4 | Средний Сайдыс   | село                         | ↗203      |
| 5 | Улалушка         | посёлок                      | →9        |
| 6 | Верхний Сайдыс   | посёлок                      | ↗3        |